# Rémy Weil
Karl Remigius „Rémi” Weil (ur. 17 grudnia 1899 w Strasburgu, zm. 20 listopada 1943 w Oświęcimiu) – francuski pływak, skoczek do wody, uczestnik Letnich Igrzysk 1920 oraz 1924.
Podczas igrzysk w 1920 roku wystartował na 100 metrów stylem dowolnym, lecz odpadł w eliminacjach oraz brał udział w skokach z trampoliny.
Cztery lata później w Paryżu również brał udział w skokach do wody, ale odpadł w eliminacjach.
Zginął w KL Auschwitz.